# Calacuccia
Calacuccia is een gemeente in het Franse departement Haute-Corse (regio Corsica) en telt 340 inwoners (2005). De plaats maakt deel uit van het arrondissement Corte.

## Geografie
De oppervlakte van Calacuccia bedraagt 18,4 km², de bevolkingsdichtheid is 18,5 inwoners per km².
In de gemeente bevindt zich het Lac de Calacuccia, een stuwmeer gevormd door afdamming van de rivier Golo.

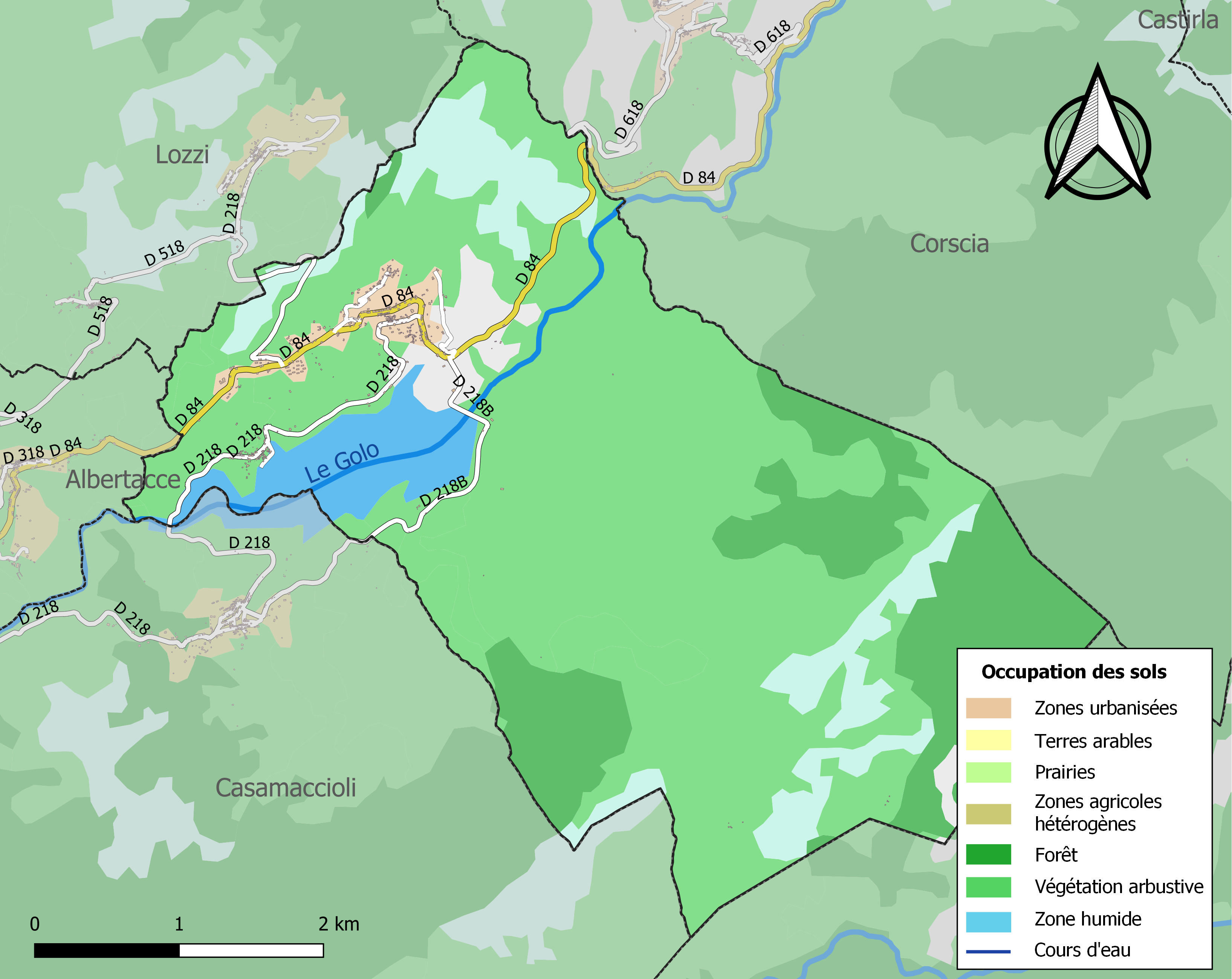
Kaart van de gemeente met de belangrijkste infrastructuur, bodemgebruik en omliggende gemeenten

## Demografie
Onderstaande figuur toont het verloop van het inwonertal (bron: INSEE-tellingen).

Vanwege een beveiligingsprobleem met de MediaWiki Graph-software is het momenteel niet mogelijk deze grafiek weer te geven. Zodra de software is bijgewerkt zal de grafiek vanzelf weer zichtbaar worden.

## Galerij

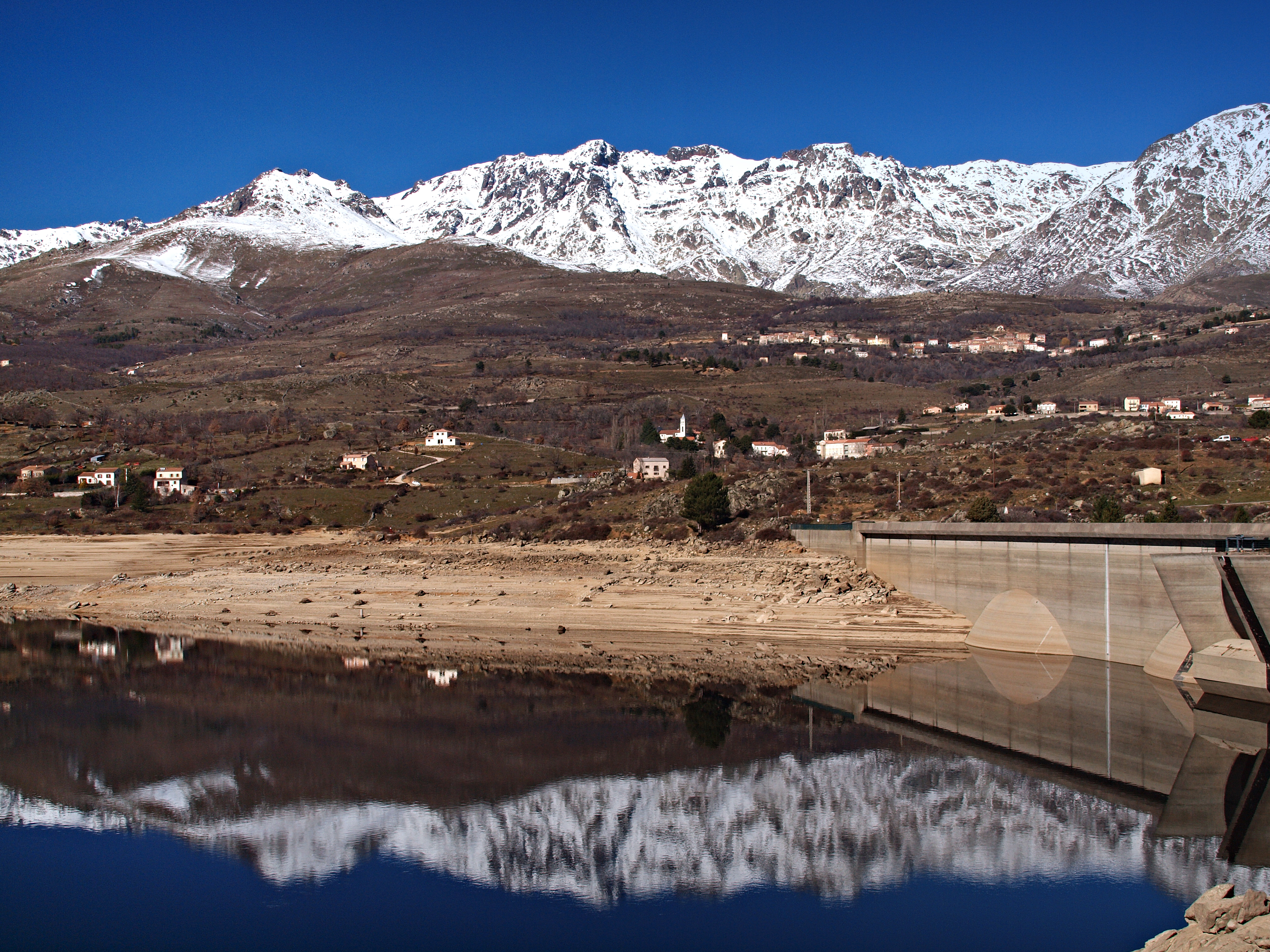
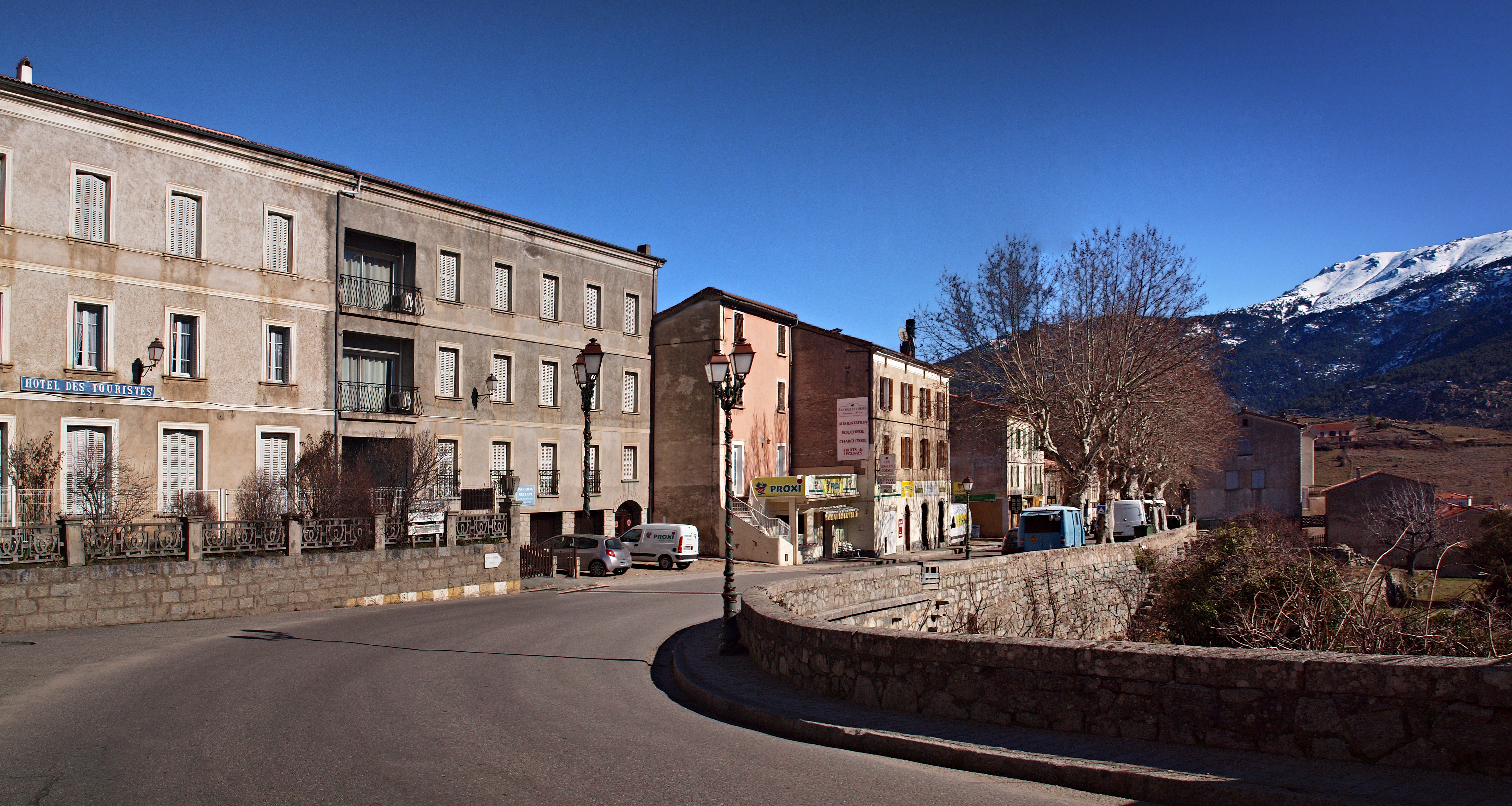
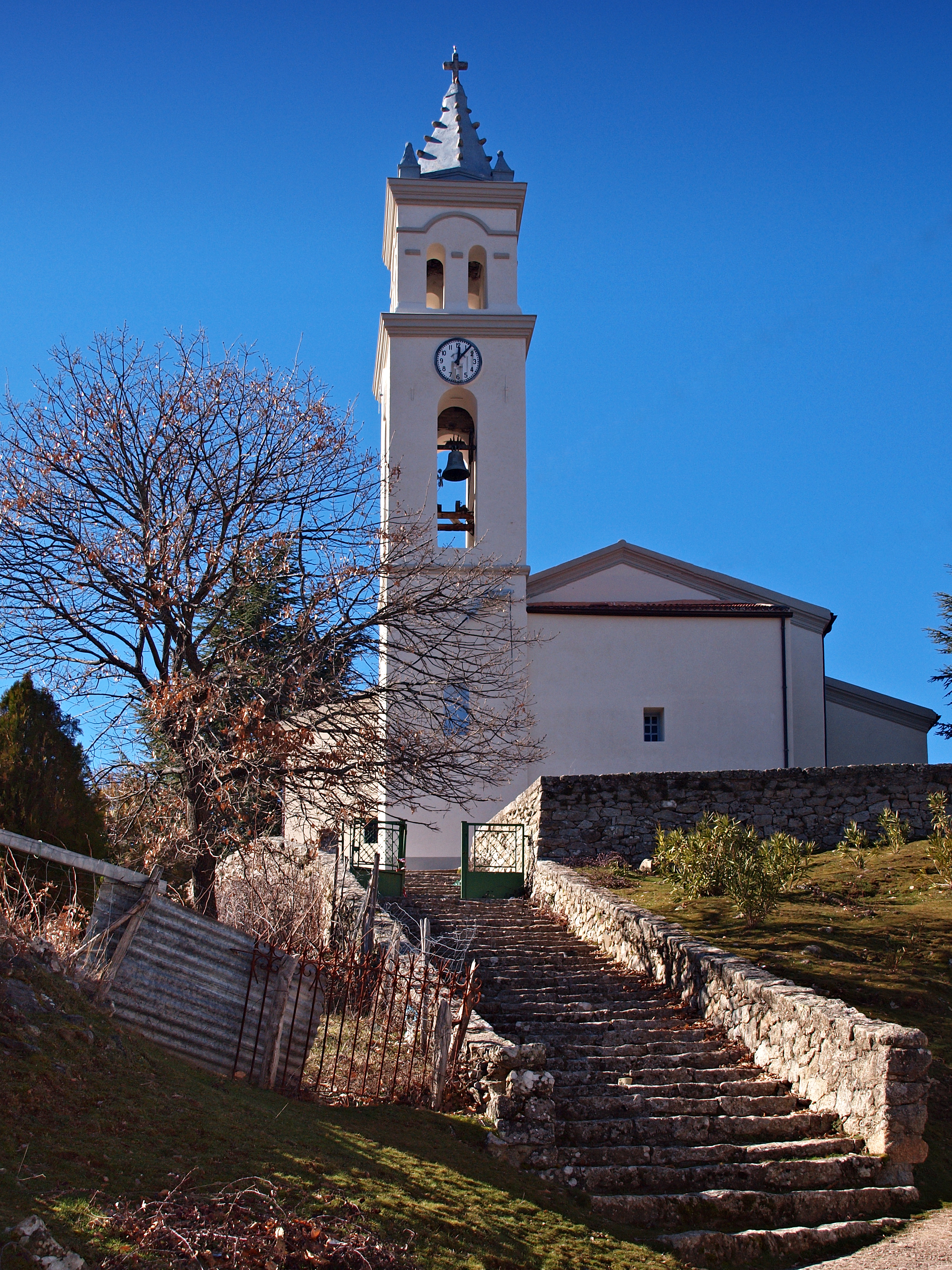
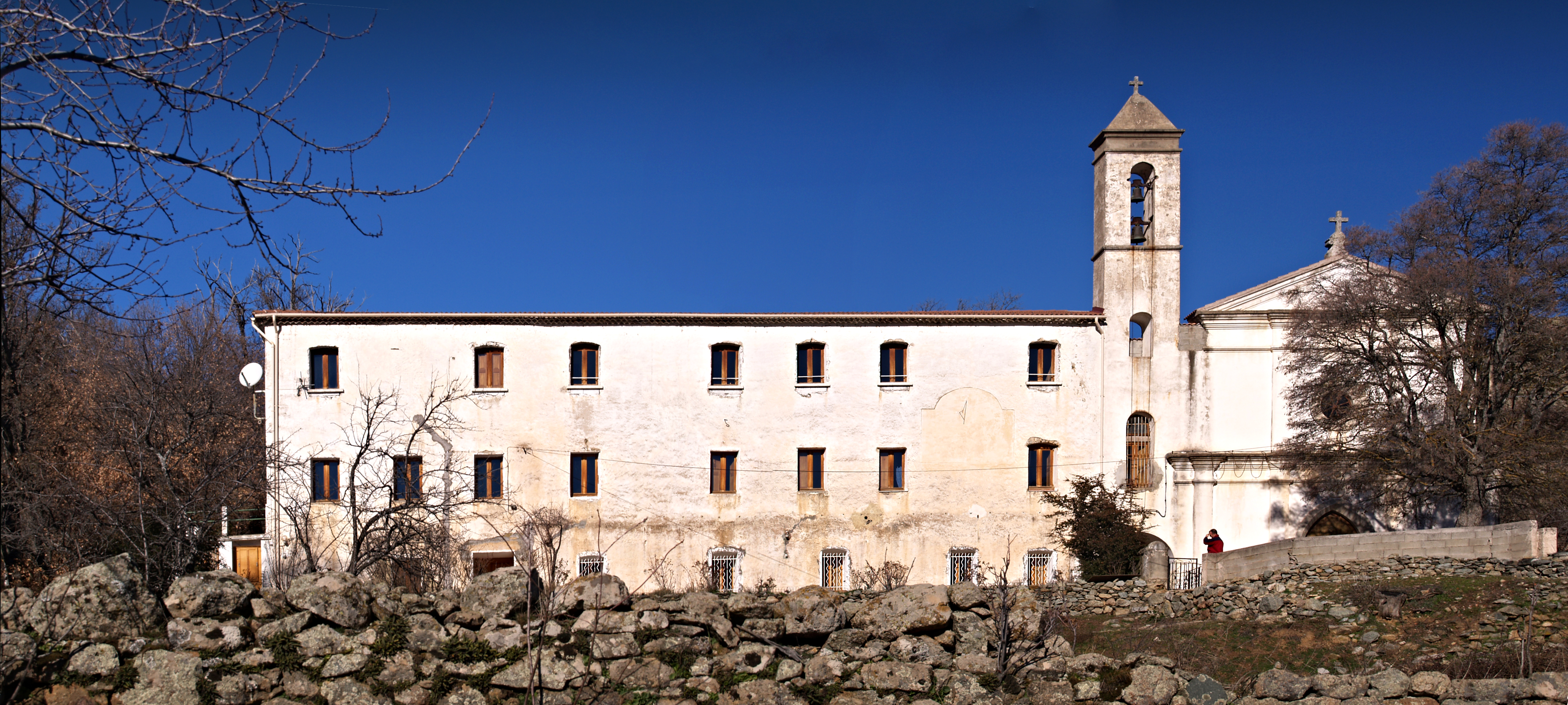
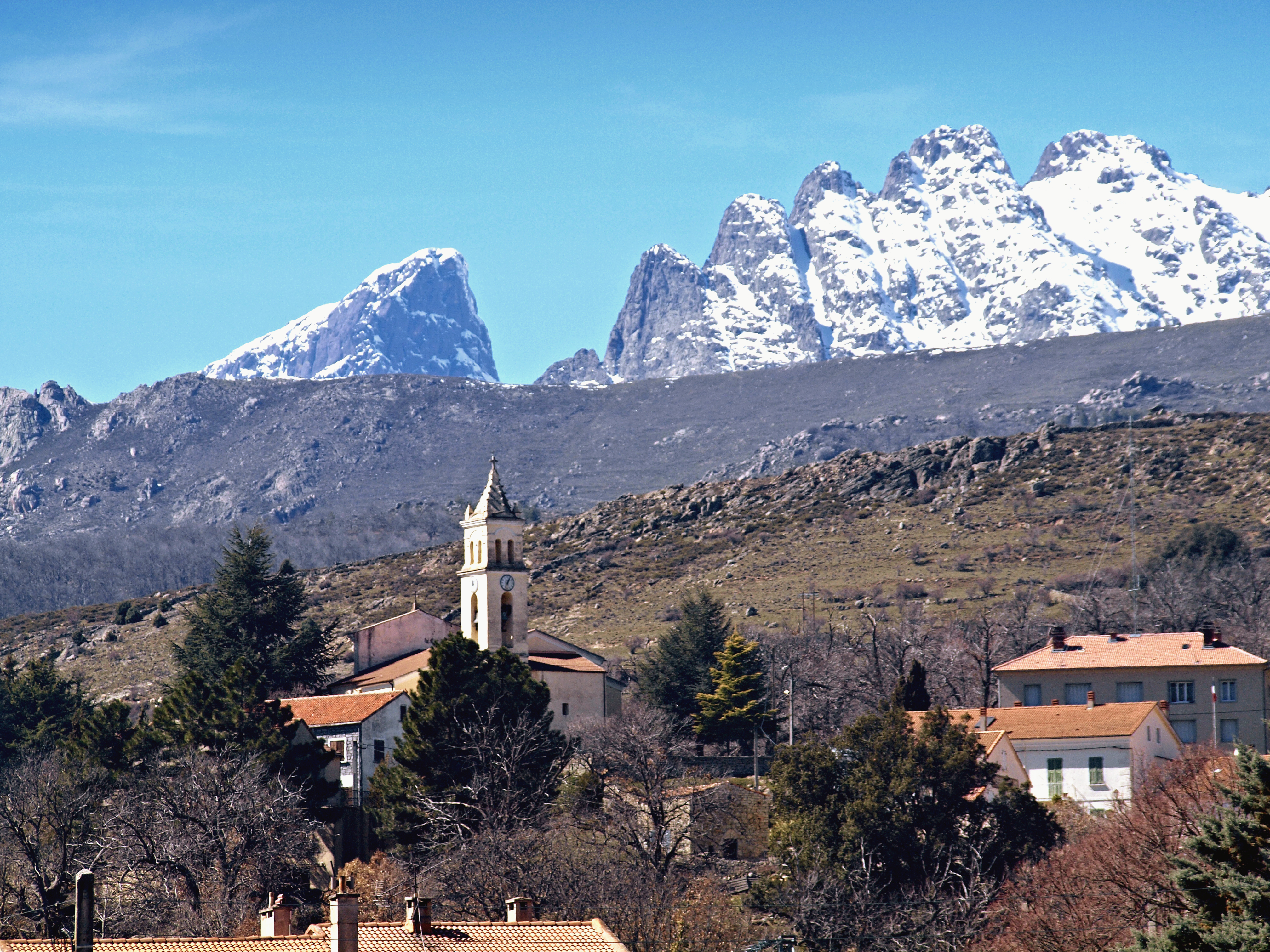
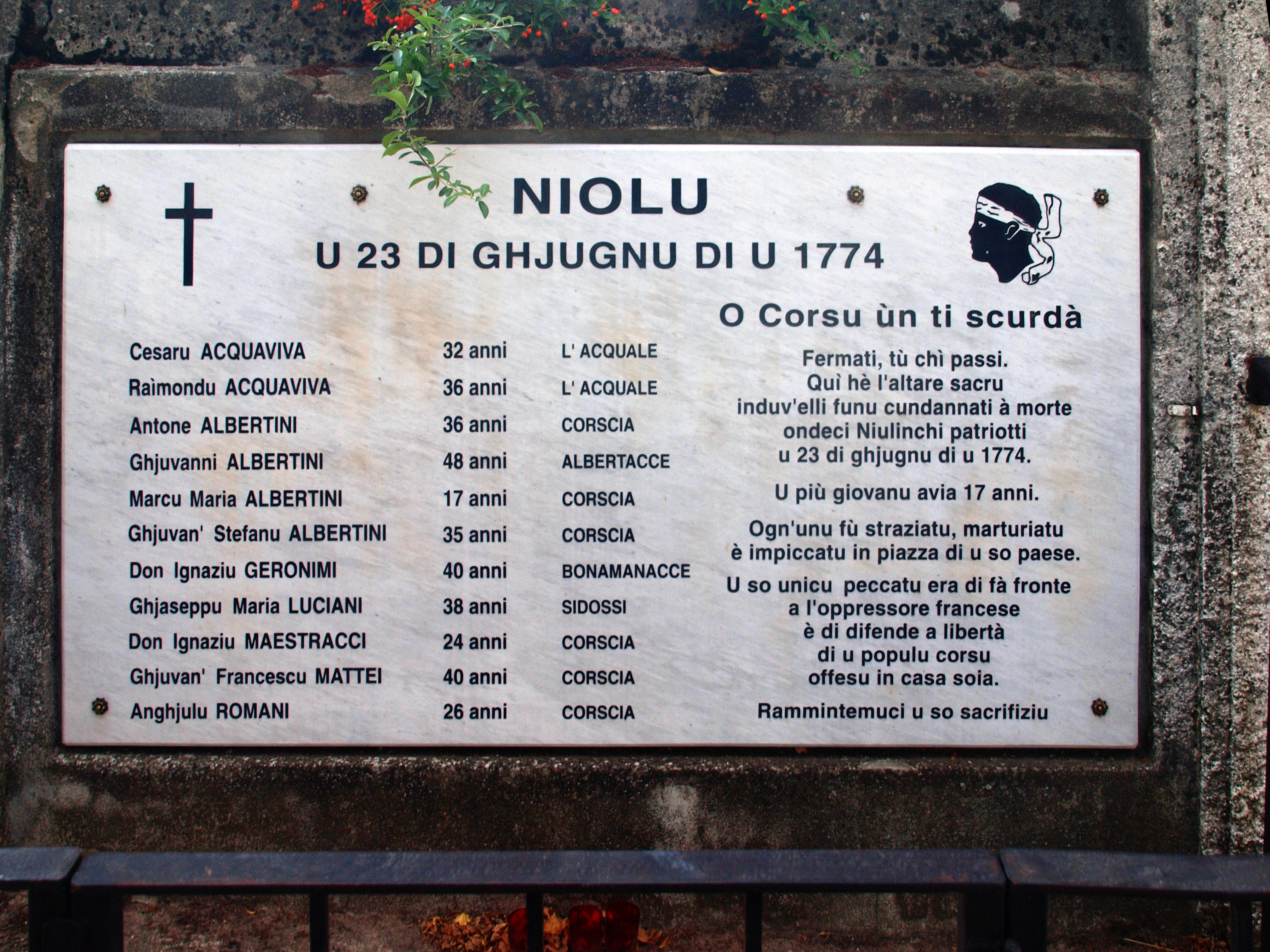